# Iossif Gourko
Iossif Vladimirovitch Romeïko-Gourko, en russe : Ио́сиф Влади́мирович Роме́йко-Гурко́, né le 16 juillet 1828 (28 juillet dans le calendrier grégorien) à Novgorod et mort le 15 janvier 1901 (28 janvier dans le calendrier grégorien) à Sakharovon près de Tver, est un homme politique et maréchal russe qui fut gouverneur temporaire de Saint-Pétersbourg d'avril 1879 à février 1880, gouverneur d'Odessa (1882-1883), et gouverneur général de Varsovie (1883-1894).

## Biographie

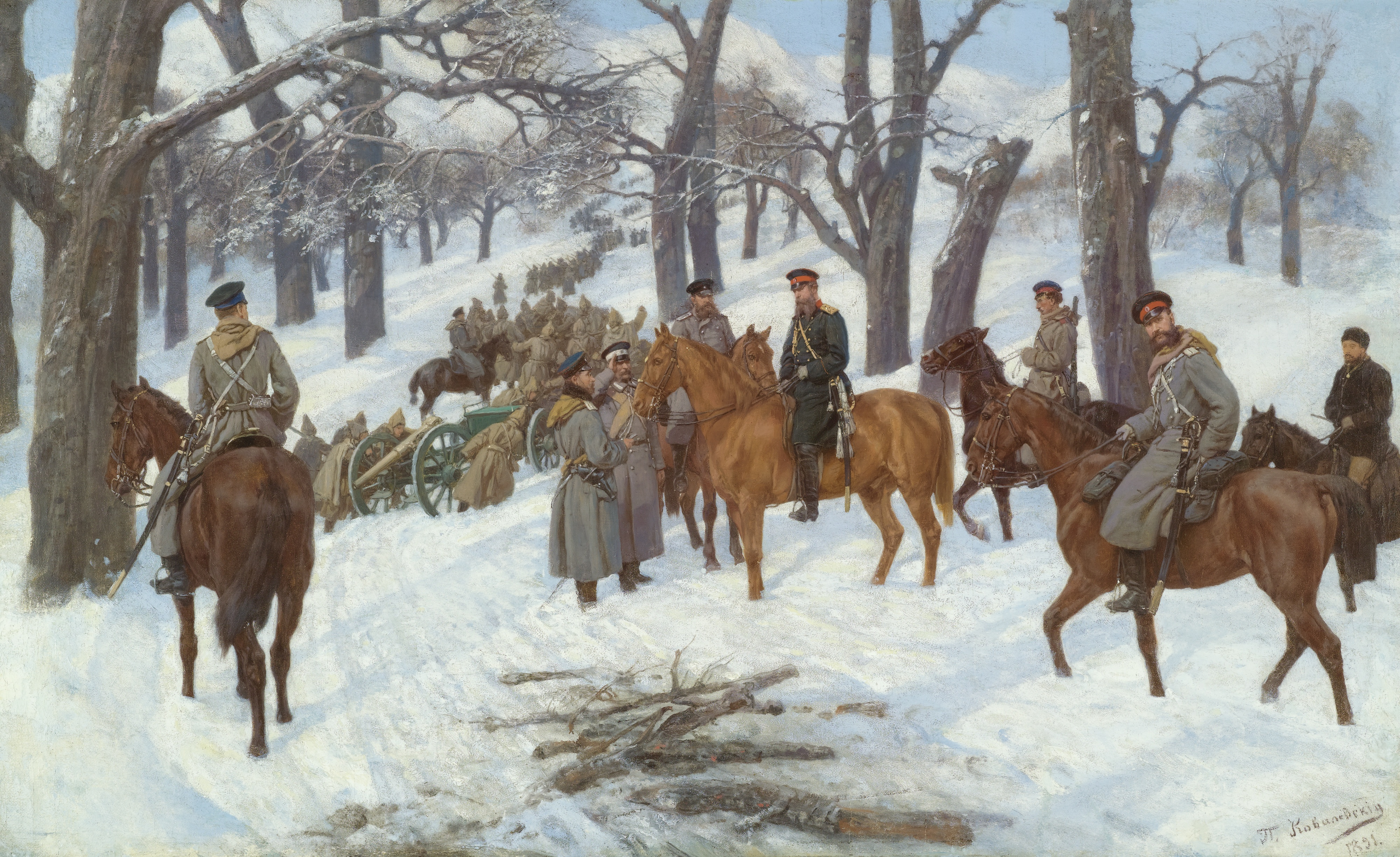
Le général Iossif Gourko dans les Balkans par Pavel Ossipovitch Kovalevski 1891

En 1846, Iossif Vladimirovitch Gourko sortit diplômé de l'École du Corps des Cadets de Saint-Pétersbourg (école réservée aux fils d'aristocrates et d'officiers afin de les préparer à une carrière militaire). Il fit une carrière militaire dans des régiments de cavalerie de la Garde. En 1860, il fut nommé aide de camp. Il lui fut confié la charge d'élaborer la réforme paysanne des régions de Samara, Kyatka et Kalouga. Cette mission se révéla un grand succès. Entre 1869 et 1875, Gourko fut nommé commandant des grenadiers à cheval, l'année suivante (1875) il fut placé à la tête de la deuxième division de la cavalerie de la Garde. Lors de la guerre russo-turque de 1877-1878, au grade adjudant-général, il fut placé à la tête d'un détachement avancé. Cette campagne militaire prit fin dans les Balkans où il reporta une victoire décisive à la Bataille de Chipka. En avril 1879, Alexandre II le nomma adjoint au commandant en chef de la Garde impériale du district militaire de Saint-Pétersbourg et gouverneur temporaire de Saint-Pétersbourg. Il occupa cette dernière fonction jusqu'en février 1880. En 1876, Gourko rédigea un ouvrage intitulé Commander des exécutions, concernant l'application des exécutions de révolutionnaires. Ces instructions furent mises en pratique dans la décennie de 1870-1880. Entre 1882 et 1883, il fut en poste en qualité de gouverneur d'Odessa, puis de 1883 à 1894, de gouverneur général de Varsovie et commandant des forces stationnées dans les districts de la capitale polonaise. En 1894, il fut admis au Conseil d'État (1884) et nommé maréchal.
. 
Iossif Vladimirovitch Gourko quitta la vie militaire en 1894.
Il avait épousé en 1862 une française Marie de Sailhas de Tournemire dont le frère Eugène fit une brillante carrière d'écrivain en Russie sous le pseudonyme d'Evgueniy Salias.
Il meurt en 1901, près de la ville de Tver, dans son château de Sacharov.